# Residència per a Pensionistes
La Residència per a Pensionistes és una obra de Girona inclosa a l'Inventari del Patrimoni Arquitectònic de Catalunya.

## Descripció
Es compon de dues pastilles longitudinals paral·lel s'uneixen amb un cos central de vidre on hi ha l'escala, recepció i serveis. Per a accedir-hi, es baixa des del carrer per una escala fins a la plaça. Són de planta baixa i quatre pisos i els cossos paral·leles, on se situen les cambres, es troben esglaonats en biaixos. Interiorment es distribueixen respecte a un passadís central.

## Història
Fou construït el 1974. Actualment ha passat a mans de la Generalitat (Departament de Treball).